# Aurora Russo
Aurora Russo (Torino, 3 giugno 2003) è una lottatrice italiana. Pratica la lotta libera nella categoria -57 kg. Ha vinto il bronzo agli europei di Bratislava 2025 nei -59 kg.

## Biografia
È nata e cresciuta a Torino, nel quartiere Mirafiori Sud. Ha iniziato a praticare la lotta all'età di tre anni, ispirata dal fratello maggiore, anche lui lottatore. Ha mosso i primi passi presso il CUS Torino, emergendo rapidamente nelle categorie giovanili. In seguito è entrata nel Centro Sportivo Olimpico dell'Esercito con il grado di Caporal Maggiore. Intrattiene una relazione sentimentale con Aby Mansour, ex lottatore di origini marocchine.
Nel 2019 si è affermata a livello internazionale vincendo la medaglia d'oro al XV Festival olimpico estivo della gioventù europea di Baku 2019 e nello stesso anno ha conquistato il bronzo europeo da cadetta. Nel 2021 ha ottenuto la medaglia d'argento ai campionati mondiali junior, nella categoria -57 kg, a Ufa, in Russia, e nel 2022 ha vinto l'argento continentale Under 20.
Nel 2023 ha conquistato il titolo europeo e successivamente il titolo mondiale Under 20 nella categoria -59 kg, quest'ultimo vinto ad Amman. È stato il primo oro mondiale giovanile della storia per una lottatrice italiana.
Ha ottenuto la qualificazione olimpica al Torneo mondiale di qualificazione svoltosi a Istanbul, staccando l'ultimo pass disponibile per la categoria 57 kg. Questo risultato ha permesso all'Italia di tornare a schierare una lottatrice ai Giochi olimpici a vent'anni di distanza dall'ultima partecipazione (Atene 2004).
Ha quindi rappresentato l'Italia ai Giochi olimpici di Parigi 2024 dove è stata eliminata agli ottavi del torneo dei 57 kg dalla venezuelana Luisa Valverde.
Agli europei di Bratislava 2025 ha ottenuto il bronzo nei -59 kg, superando l'azera Alyona Kolesnik nella finale per il terzo posto.